# Краљевина Грчка
Краљевина Грчка (грч. Βασίλειον τῆς Ἑλλάδος) била је монархија, основана 1832. године на основу закључака Лондонске конференције 1832. од стране великих сила (Уједињеног Краљевства, Француске и Русије). Међународно признање стекла је на основу Цариградског споразума 1832., којим је такође потврђена њена потпуна независност од Османског царства. Тако је Краљевина Грчка постала прва потпуно независна држава Грка од пада Византије под Османско царство средином 15. века.
Краљевина Грчка је била правна наследница Привремене грчке владе основане током Грчког рата за независност. Постојала је све до 1924. године, када је укинута монархија, а основана Друга грчка република. Краљевина је обновљена 1935, и трајала је све до 1974. године, када ју је после одржавања референдума укинула Војна хунта.

## Оснивање краљевине, владавина краља Ота I Вителсбаха
Грци су подигли устанак против Османског царства 1821. године, који је трајао све до 1829. године. Од 1828, на челу устаничке привремене владе био је гроф Јоанис Каподистриас, али је након његова убиства 1831. године земља упала у грађански рат. Након тога, тадашње велике силе узеле су ствар у своје руке (нарочито Уједињено Краљевство која се бојала превеликог руског утицаја на грчке устанике), те су организовале Лондонску конференцију 1832. године, на којој су уз Уједињено Краљевство, учествовале Француска и Русија. Резултат те конференције било је оснивање Краљевине Грчке, те одлука да се грчки престо додели 17-годишњем баварском принцу Оту фон Вителсбаху (Грке се с тим у вези није ништа питало). Ото је био малољетан кад је стигао у Грчку, те је уместо њега владао Регентски савет све до 1835. године. Од 1835, започела је апсолутистичка владавина краља Ота. У својој основи то је била мала преслика Бечког двора. Краљ је владао уз Дворски савет, којем је на челу био најчешће неки Баварац којег би он особно одабрао, а било је и раздобља кад је и председник Савета био он лично.

## Народна побуна 3. септембра 1843.
Јавно незадовољство начином владања краља Ота и његове Баварократије достигло је критичну тачку 1843. године. Већина становништва тражила је доношење устава и преобликовање земље у уставну монархију. У почетку је краљ Ото то резолутно одбијао, али након повлачења немачких трупа из Грчке, одмах је дошло до војног удара којег су покренуле пешадијске јединице грчке војске 3. септембра 1843. године, предвођене пуковником Димитриосом Калергисом и капетаном Јоанисом Макријанисом. Они су једноставно извели своје војнике на трг испред краљевске палате у Атини, којима се придружио народ. Побуњеници су тражили устав и оснивање националне скупштине с грчким представницима и рекли да неће да се разиђу док краљ не испуни њихов захтев, те док се јавно не захвали устаницима. На крају је краљ Ото попустио притиску и пристао на захтеве побуњеника.

## Владавина династије Гликсбург
Кад је краљ Ото био свргнут с престола 1862. године, за новог краља је био одабран 17-годишњи дански принц Вилијам, који је познат као Ђорђе I. Владао је пуних 50 година, а његова владавина се памти по проширењу граница Грчке (након његова устоличења, Британија је Грчкој уступила Јонска острва, земља је економски напредовала, а усвојен је и принцип да мандат за састав владе добије онај политичар, чија је странка добила највише гласова на изборима, а не министар који је миљеник краља. И поред смањених владарских овласти краљ Ђорђе I био је прилично политички активан. Био је убијен у атентату извршеном на њега 1913. године у Солуну.
Краља Ђорђа I наследио је његов син, краљ Константин I, који се истакао и као војсковођа током Другог балканског рата 1913, те се за његове владавине Грчка територијално проширила. Школовао се у Немачкој, оженио је кћер немачког цара Фридриха III, принцезу Софију. Он је био наклоњен Немачкој, за разлику од председника владе Елефтериоса Венизелоса, који је отворено био на страни Уједињеног Краљевства и Антанте. Тај германофилски утисак краљ је додатно појачао чинећи све како би Грчка остала неутрална у Првом светском рату. Силе Антанте подржавале су пак председника владе Елефтериоса Венизелоса, што је довело до раздобља познатог као национални раскол, у којем су деловале две паралелне владе, једна у Атини и друга у Солуну. На крају се и Грчка придружила снагама Антанте, те је краљ Константин I био присиљен да абдикује у корист свога сина Александра I 1917. године. По завршетку Првог светског рата, Грчка је била награђена за своје учествовање у рату, добивши територије у Малој Азији (код Смирне). Краљ Александар I умро је 1920. године, пошто га је угризао његов сопствени кућни љубимац, мајмун. Након тога, на престо се вратио његов отац. Након катастрофе и пораза у Грчко-турском рату 1919—1922, краљ Константин I био је поновно свргнут након војног удара 1922. од стране генерала Пластираса, те је отишао у прогонство на Сицилију, где је напослетку умро.
Краља Константина I наследио је његов најстарији син, краљ Ђорђе II, који је напустио земљу 1924. године, након проглашења Друге грчке републике. Након војног удара 1935. године на челу којег је био генерал Георгиос Кондилис укинута је република, те је спроведен референдум за обнову монархије. Пошто су се Грци изјаснили за краљевину, Ђорђе II вратио се у земљу, те је касније активно подржавао диктаторски режим генерала Метаксаса. Након немачке окупације Грчке 1941. године, краљ је с владом побегао у Египат којег су држали Британци. Вратио се у земљу тек 1946. године и владао све до своје смрти 1947. године.
Краља Ђорђа II наследио је његов најстарији брат Павле, који је као Павле I, владао од 1947. до своје смрти 1964. године. Његов син, постао је краљ Константин II, који је владао све док није прогнан из земље, након свог неуспелог противудара против војне хунте у децембру 1967. године. Уместо избеглог краља, хунта је првобитно именовала регента. Након тога је организован референдум о будућности монархије 1973. године, на којем је већина становништва била за укидање монархије (али он је остао политички упитан, јер га је организовала хунта).
Ни након престанка владавине војне хунте 1974, краљ Константин II није враћен на престо, већ је питање рестаурације монархије поновно било постављено на референдуму организованом у децембру 1974. године. Тада је 69% Грка гласало за коначно укидање монархије.

## Списак грчких краљева
- Ото I — 6. фебруар 1833 — 23. новембар 1862.[2]
- Ђорђе I — 30. март 1863 — 18. март 1913
- Константин I — 18. март 1913 — 11. јун 1917. те од 19. новембар 1920 — 27. септембар 1922.
- Александар I — 11. јун 1917 — 25. новембар 1920.
- Ђорђе II — 27. септембар 1922 — 25. март 1924 и од 3. новембра 1935 — 1. априла 1947.[2]
- Павле I — 1. април 1947 — 6. март 1964.
- Константин II — 6. март 1964 — 1. јун 1973.